# Daf 46
La Daf 46 est une automobile du constructeur d'origine néerlandaise DAF.

## Historique

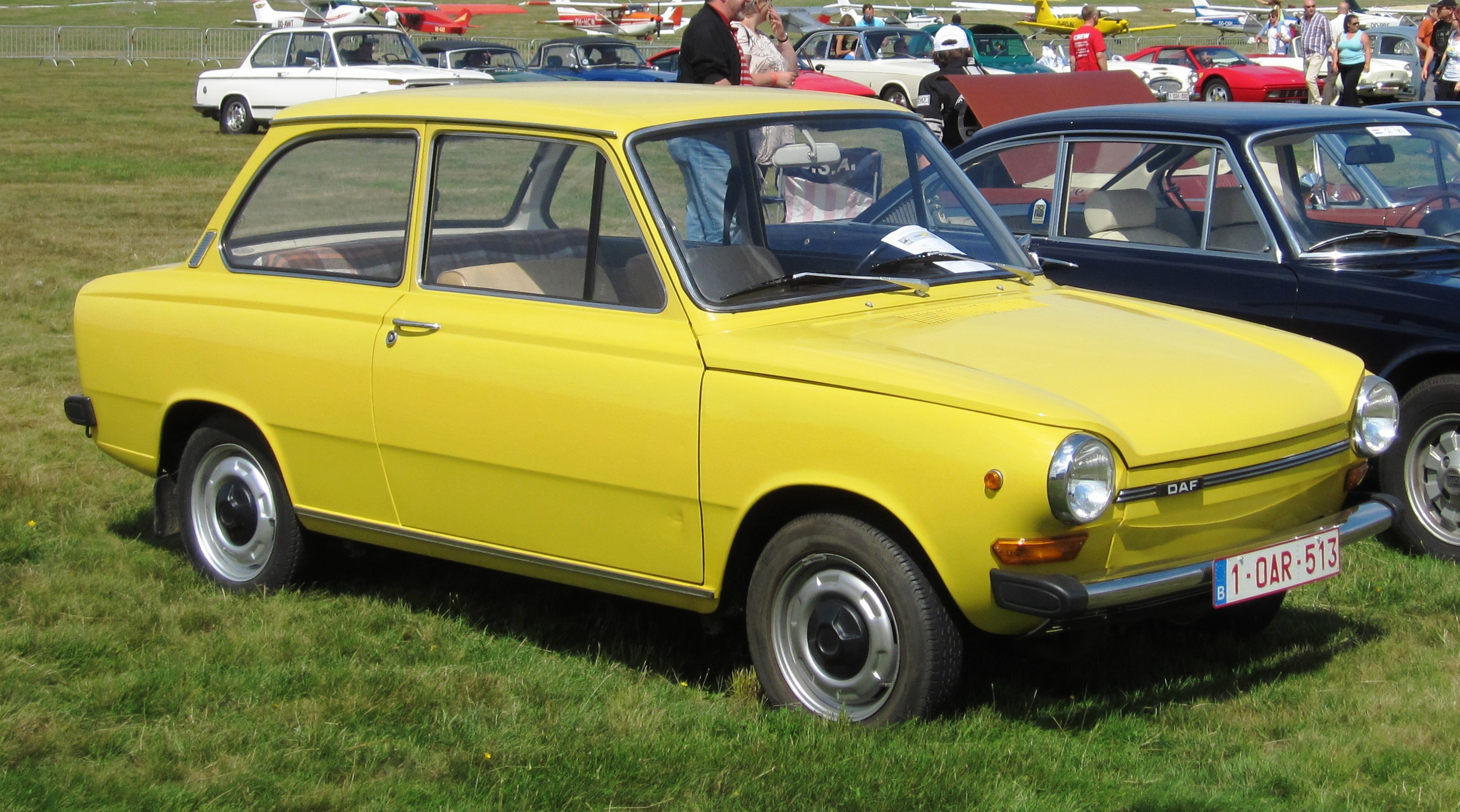
Daf 46 Super Luxe

Apparue en 1974, la Daf 46, reste en grande partie un modèle identique au véhicule qu'il remplace, la Daf 45 même si un certain nombre d'innovations techniques sont cachées derrière le nouveau numéro.
À la suite de la prise de contrôle de la branche voitures particulières DAF par Volvo, cette voiture est la dernière voiture de tourisme à porter la marque DAF. Le dernier véhicule est produit en 1976, bien que la DAF 46 soit encore disponible en 1977. Au total, 32.353 véhicules de ce type auront quitté l’usine de Born.
La Daf 46 a été distribuée en version sedan (berline) et van (break).

## Description et données techniques

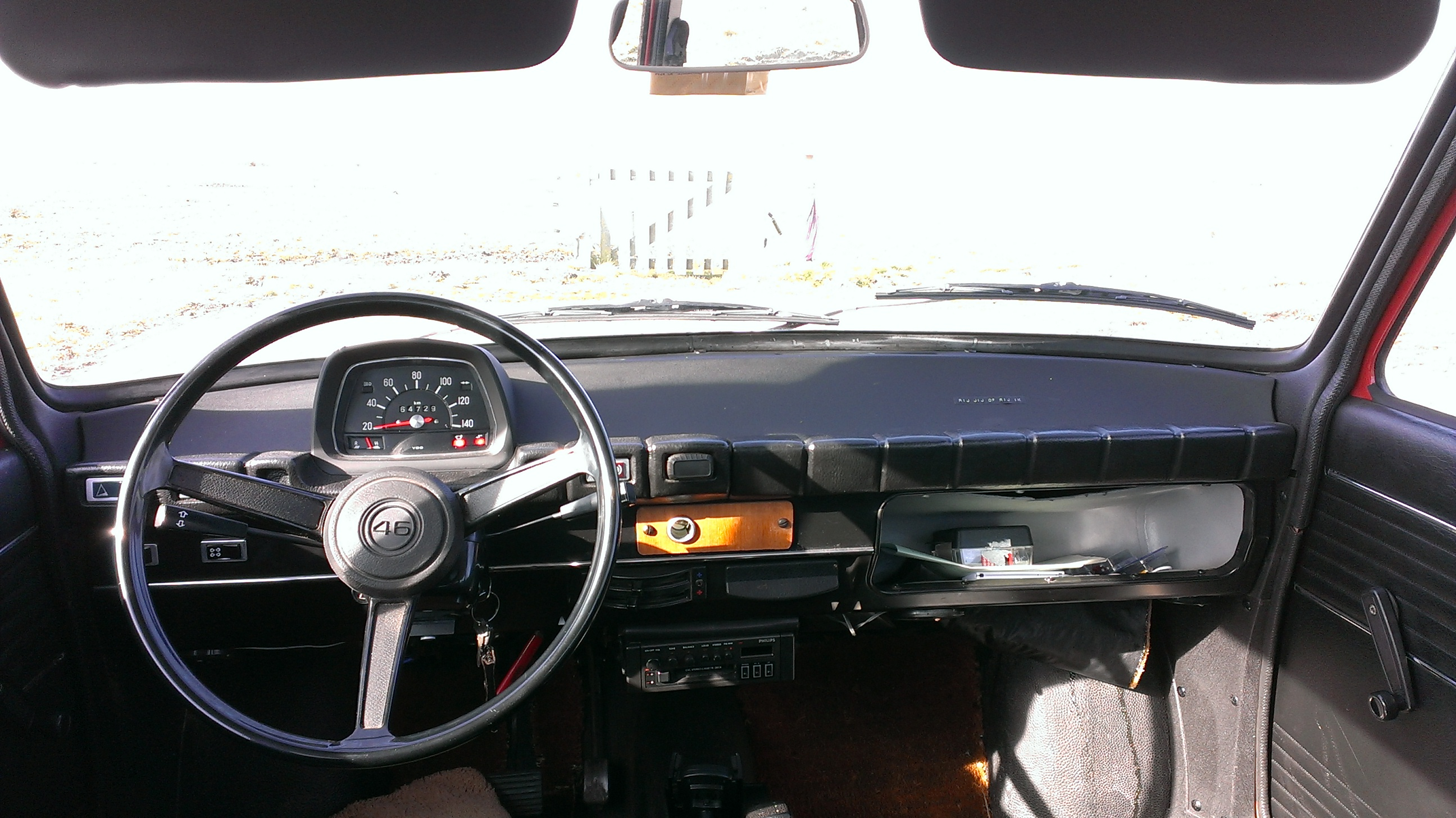
Tableau de bord de la Daf 46 De luxe

Ce modèle qui remplace à la fois les DAF 33 et DAF 44 reste toutefois très proche de la DAF 44 dans son concept et sa présentation. Elle conserve notamment le moteurs deux cylindres à plat de 844 cm3 et 34 chevaux.
Le seul vrai changement par rapport au modèle 44 est la mise à jour de la transmission Variomatic à variation continue, qui est dotée d'un différentiel, la suspension ayant également été légèrement améliorée (avec un essieu arrière De Dion). Extèrieurement la Daf 46, se distingue une bande décorative avec la marque et la désignation du type. Sa vitesse maximale est de 123 km/h.